# Blauw-Wit in het seizoen 1965/66
Het seizoen 1965/1966 was het 12e jaar in het bestaan van de Amsterdamse betaaldvoetbalclub Blauw-Wit. De club kwam uit in de Eerste divisie en eindigde daarin op de 14e plaats. Tevens deed de club mee aan het toernooi om de KNVB beker, hierin werd het team in de groepsfase uitgeschakeld.

## Wedstrijdstatistieken

### Eerste divisie
|       | Alkmaar '54 | SC Cambuur | DHC   | Eindhoven | Holland Sport | NAC   | N.E.C. | RBC   | Sittardia | Velox | Volendam | De Volewijckers | VVV   | Xerxes |
| ----- | ----------- | ---------- | ----- | --------- | ------------- | ----- | ------ | ----- | --------- | ----- | -------- | --------------- | ----- | ------ |
| Thuis | 2 – 2       | 5 – 2      | 0 – 2 | 1 – 2     | 1 – 1         | 2 – 1 | 2 – 2  | 0 – 0 | 1 – 3     | 0 – 1 | 1 – 1    | 2 – 1           | 2 – 2 | 1 – 1  |
| Uit   | 3 – 1       | 4 – 0      | 2 – 0 | 4 – 0     | 2 – 0         | 1 – 0 | 1 – 1  | 3 – 1 | 2 – 0     | 4 – 2 | 6 – 0    | 2 – 2           | 1 – 1 | 1 – 0  |

### KNVB beker
| Groepsfase                                            | Blauw-Wit                                                       | 1 – 1 (1 – 1) | DWS                                                 |
| 19 september 1965 Plaats: Amsterdam Olympisch Stadion | Arie de Oude 43'                                                |               | 41' Rob Rensenbrink                                 |
| Groepsfase                                            | Haarlem                                                         | 5 – 2 (4 – 2) | Blauw-Wit                                           |
| 7 november 1965 Plaats: Haarlem Jan Gijzenkade        | Nico Jonker 15' Wietze Couperus 18' (pen.), –', 82' Rob Bosdijk |               | 10' Michel Kruin Paul Kramer                        |
| Groepsfase                                            | EDO                                                             | 2 – 4 (0 – 0) | Blauw-Wit                                           |
| 10 maart 1966 Plaats: Haarlem Noordersportpark        | Wim Zoeteman 47' Gerard Hup                                     |               | 64' Ruud Geestman Piet Witschge –', –' Arie de Oude |

## Statistieken Blauw-Wit 1965/1966

### Eindstand Blauw-Wit in de Nederlandse Eerste divisie 1965 / 1966
| Stand | Gespeeld | Gewonnen | Gelijk | Verloren | Punten | Doelpunten voor | Doelpunten tegen |
| ----- | -------- | -------- | ------ | -------- | ------ | --------------- | ---------------- |
| 14e   | 28       | 3        | 10     | 15       | 16     | 28              | 57               |

### Topscorers
| #      | Naam             | Goal |
| ------ | ---------------- | ---- |
| 1.     | Ruud Geestman    | 5    |
| 2.     | Michel Kruin     | 4    |
| 2.     | Ruud Muskee      | 4    |
| 2.     | Arie de Oude     | 4    |
| 5.     | Joop de Jong     | 2    |
| 5.     | Paul Kramer      | 2    |
| 5.     | Pim Waaijenberg  | 2    |
| 8.     | Marquitos II     | 1    |
| 8.     | Piet van Gemst   | 1    |
| 8.     | Werner Schaaphok | 1    |
| 8.     | Ad Visser        | 1    |
| 8.     | Piet Witschge    | 1    |
| Totaal | Totaal           | 28   |

| #      | Naam          | Goal |
| ------ | ------------- | ---- |
| 1.     | Arie de Oude  | 3    |
| 2.     | Ruud Geestman | 1    |
| 2.     | Paul Kramer   | 1    |
| 2.     | Michel Kruin  | 1    |
| 2.     | Piet Witschge | 1    |
| Totaal | Totaal        | 7    |

## Voetnoten
Alkmaar '54 ·
Blauw-Wit ·
Cambuur ·
DHC ·
Eindhoven ·
Holland Sport ·
NAC ·
N.E.C. ·
RBC ·
Sittardia ·
Velox ·
Volendam ·
De Volewijckers ·
VVV ·
Xerxes